# NGC 3785
NGC 3785 este o emission-line galaxy⁠(d) situată în constelația Leul. A fost descoperită în 28 aprilie 1881 de către Édouard Stephan⁠(d). Se află la o distanță de 131,63 de megaparseci de Pământ.